# Héros de la RDA
Le titre honorifique de héros de la RDA (Held der DDR), institué le 28 octobre 1975, est la plus haute distinction d'État de la République démocratique allemande. Il est décerné pour la première fois le 28 novembre 1975 et dix-sept fois en tout. Onze personnes en furent bénéficiaires.

## Conditions d'attribution
Le titre honorifique pouvait être accordé à des personnes ayant, par leurs réalisations et services exceptionnels, accompli des actions héroïques pour la République démocratique allemande, pour son développement et son renforcement, sa reconnaissance et son autorité sur le plan international et pour l'efficacité de sa protection militaire. Étaient requises des qualités de disponibilité et d'abnégation, de même que le courage et la vaillance, qualités dont avaient pu faire preuve certaines personnes, telles :
- des combattants de la résistance clandestine et militaire contre le fascisme
- des membres de l'armée populaire nationale et d'autres institutions de sécurité de la RDA
- des citoyens de la RDA en liaison avec des institutions de sécurité de la RDA
- des citoyens de pays étrangers dans des cas particuliers

## Médaille et privilèges
Le titre était accompagné de la médaille « Étoile d'or », d'un certificat et d'une prime ainsi que de la remise de l'ordre de Karl-Marx à partir de 1978. Les deux insignes honorifiques étaient restitués à l'État après décès de leurs bénéficiaires.
À l'origine, un quota de dix titres était prévu pour une année. Il était possible de procéder plusieurs fois à la remise du titre.

## Premières remises du titre
Le titre nouvellement créé fut attribué la première fois au général Heinz Hoffmann le 28 novembre 1975 à l'occasion de son 65e anniversaire. Le premier étranger à recevoir la distinction fut Léonid Brejnev le 13 décembre 1976. Ce dernier reçut trois fois la distinction.

## Récipiendaires
Membres du gouvernement de la RDA
- 1975 et 1980 : Heinz Hoffmann
- 1975 et 1982 : Erich Mielke
- 1975 et 1983 : Friedrich Dickel
- 1982 et 1987 : Erich Honecker
- 1984 : Willi Stoph

Membres du gouvernement de l'Union soviétique
- 1976, 1979 et 1981 : Léonid Brejnev
- 1985: Nikolaï Tikhonov

Cosmonautes
- 1978 : Sigmund Jähn
- 1978 : Valeri Bykovski
- 1978 : Vladimir Kovalionok
- 1978 : Alexandre Ivantchenkov

## Sources
- (de) Cet article est partiellement ou en totalité issu de l’article de Wikipédia en allemand intitulé « Held der DDR » (voir la liste des auteurs).